# Týn nad Vltavou

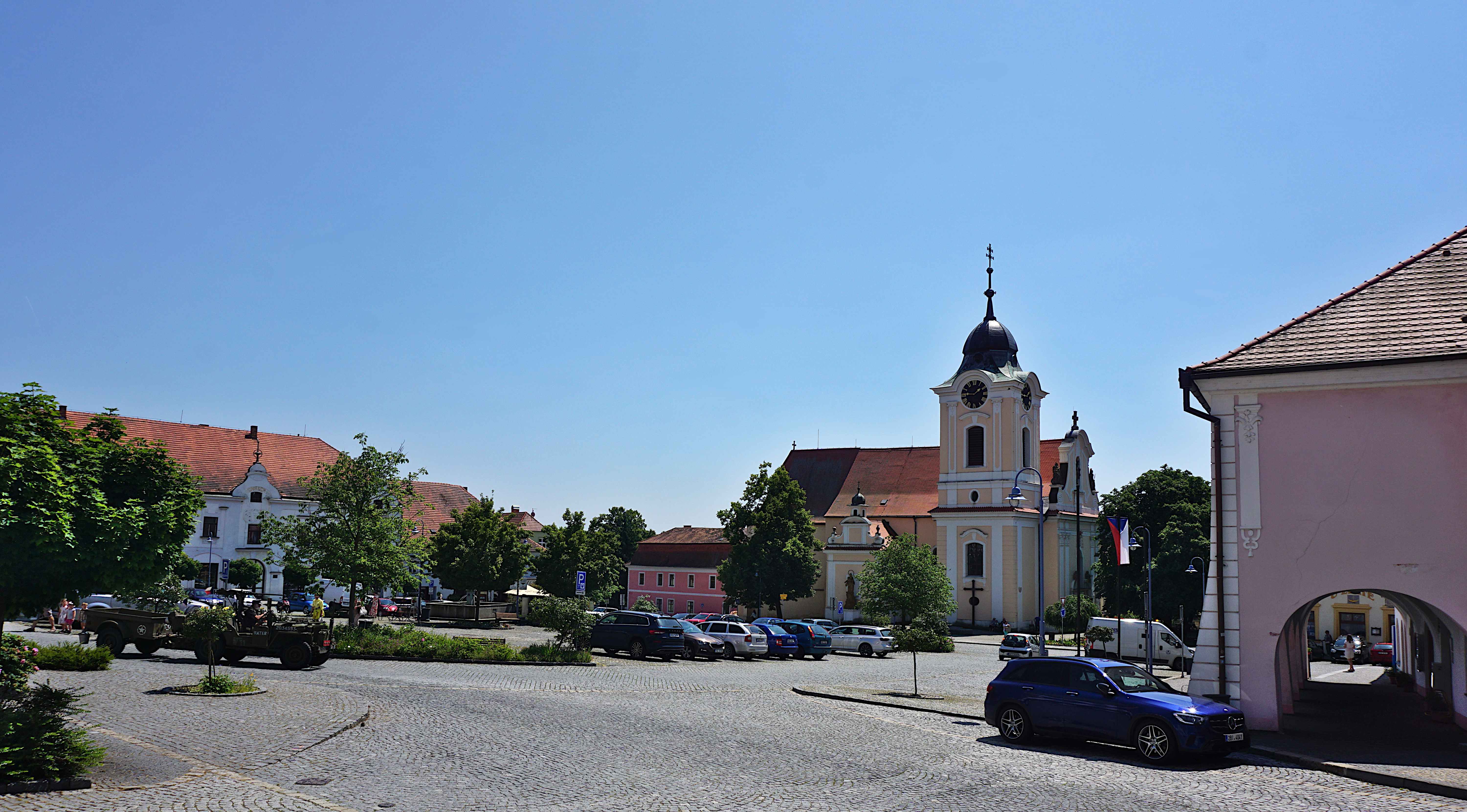
Náměstí v Týně

Týn nad Vltavou (lidově Tejn, německy Moldauthein) je město v okrese České Budějovice v Jihočeském kraji. Leží 28 kilometrů severně od Českých Budějovic. Leží na obou březích Vltavy, východně od soutoku Vltavy s Lužnicí. Žije zde přibližně 7 800 obyvatel. Historické jádro města je městskou památkovou zónou. Týn nad Vltavou je členem Sdružení měst a obcí Vltava.

## Název
Jméno města má za základ slovo týn, které ve středověku znamenalo opevněné nebo ohrazené místo.

## Historie

### Pravěk
Doklady o osadě z mladší době kamenné byly nalezeny u Žimutic a archeologické nálezy z Týna a okolních obcí dokazují osídlení oblasti ve střední a mladší době bronzové. Na levém břehu Vltavy na špici ostrožny mezi Vltavou a Bohunickým potokem stávalo na přelomu starší a střední doby bronzové hradiště zvané U Svaté Anny, které kontrolovalo důležitou dopravní cestu sledující tok Vltavy. Z opevnění hradiště se zachoval mohutný val s vnějším příkopem. Areál tohoto bývalého hradiště je památkově chráněn.

### Středověk
Týn nad Vltavou je rozložen po obou březích řeky Vltavy, nedaleko jejího soutoku s Lužnicí, a to na staré stezce z rakouské Solné komory do Prahy – byly zde dva brody přes Vltavu a dřevěný most. Podle vltavotýnské děkanské kroniky pražský biskup Jaromír založil po roce 1068 v původní osadě, která se rozkládala v prostoru nynějšího Vinařického náměstí, románský kostel zasvěcený nejdříve Panně Marii a později svaté Kateřině; písemné doklady se však nedochovaly. Na vltavotýnském hradním návrší bylo opevněné sídlo pražského biskupství již v roce 1186, kdy je připomenut arcijáhen Christoforos. První písemná zmínka o sídle pochází z roku 1229 – týká se návštěvy pražského biskupa Jana II., tehdy už Týn nad Vltavou byl v majetku pražského biskupství. Ve druhé polovině 13. století za pražského biskupa Tobiáše z Bechyně bylo založeno nové městské centrum, tzv. Nový Týn. Tehdy byl postaven kostel svatého Christofora, ochránce brodů a cest, dnešní kostel svatého Jakuba. Jako městečko je Týn nad Vltavou poprvé uváděn v roce 1327 za biskupa Jana z Dražic. Po zřízení pražské arcidiecéze, resp. po povýšení tamního biskupství na arcibiskupství (1344), byla v Týně nad Vltavou při kostele svatého Christofora ustanovena kolegiátní kapitula (probošt, děkan a tři kanovníci). Kanovník scholaticus vedl kapitulní školu. Církevní obřady vykonávali další kněží. 
V roce 1415 bylo vltavotýnské panství dáno do zástavy Janovi ze Sobětic. V roce 1421 se arcibiskup Konrád z Vechty vzdal světských statků; panství připadlo královské koruně a vltavotýnská kolegiátní kapitula zanikla. Dne 14. dubna 1461 král Jiří z Poděbrad zastavil celé panství Janu II. ze Soutic z rodu Čábelických ze Soutic. Kvůli loajalitě Poděbradovi bylo město okolo 15. července 1468 vypáleno a vypleněno vojskem katolické Zelenohorské jednoty, vedené Janem I. Konopišťským ze Šternberka a Jindřichem IV. z Hradce, nedlouho poté pak v okolí Vodňan svedlo proti vodňanským bitvu u Kraví hory.
Rod Čábelických ze Soutic měl týnské panství v zástavě až do roku 1601.

### 17. století
Během třicetileté války byla blízko města svedena bitva u Záblatí a město bylo střídavě obsazeno stavovskými a císařskými vojsky. Dne 25. června 1620 bylo město dobyto stavovskými vojsky pod velením generála Mansfelda. Po bitvě na Bílé hoře bylo město postiženo konfiskací svých statků.

### 18. století
Během válek o rakouské dědictví se v okolí města odehrálo větší množství bitev. Dne 5. června 1742 proběhla v Týně nad Vltavou bitva, při které se spolu střetla rakouská vojska pod vedením Karla Lotrinského s francouzskými vojsky; tuto událost připomíná název ulice Na Bojišti. V roce 1749 bylo na vrchu Posekaném zřízeno cvičiště císařských polních dělostřelců. Dne 20. června roku 1753 zde explodoval střelný prach a více než 80 dělostřelců bylo zabito a přes 40 vážně zraněno. Na místě neštěstí (vpravo od silnice z Týna do Tábora) bylo v pozdějších letech druhé poloviny 18. století umístěno pískovcové sousoší ukřižovaného Krista, Panny Marie a svatého Jana Evangelisty. Později (od července 1779) zde bylo zázemí vojenského vozatajstva a pro místo se vžil název Velký Depot.

### 19. století
S nárůstem obyvatel přestala kapacitně stačit stará školní budova určená pro 250 dětí. Dětí ve školním věku bylo (zhruba kolem poloviny 19. století) v Týně nad Vltavou a okolí 600 až 700, a tak se rozmohla praxe tzv. pokoutních škol (Winkelschule), kde děti vyučovali vysloužilí vojáci. Mnoho obyvatel Týna nad Vltavou pracovalo v té době v oblasti říční dopravy pro jihočeského obchodníka a průmyslníka Vojtěcha Lannu staršího (jehož matka navíc pocházela z Týna) a ten přispěl 6000 zlatými na stavbu nové vícepatrové školní budovy, kterou v roce 1867 navštěvovalo zhruba 800 dětí a jejich šest učitelů.
V říjnu 1898 byl Týn nad Vltavou připojen na železniční síť, a to železniční tratí Číčenice – Týn nad Vltavou.

### 20. století
V letech 1926 až 1929 byly ve městě postaveny Masarykovy kasárny. Za německé okupace byl v těchto kasárnách ubytován útvar SS (350-400 mužů).
Při dostavbě vodního díla Orlík v roce 1962 vzdutí Vltavy dosáhlo až k Týnu a domy ležící v zátopové oblasti musely být demolovány. V roce 1980 byla zhruba pět kilometrů jihozápadně od Týna nad Vltavou zahájena výstavba Jaderné elektrárny Temelín a začala být budována další dvě vodní díla, a to Vodní nádrž Hněvkovice a Vodní nádrž Kořensko. Týn nad Vltavou patří do vnitřního pásma havarijní připravenosti této elektrárny. Při novém zvýšení hladiny Vltavy zanikly vltavotýnské jezy. Pro zaměstnance temelínské elektrárny bylo nad starým městem vybudováno nové sídliště v lokalitě Hlinky Od roku 1998 vede z elektrárny Temelín do města teplovod.

### 21. století
Dne 14. prosince 2013 byla na železniční trati Číčenice – Týn nad Vltavou ukončena pravidelná osobní doprava. V roce 2017 byla u místní části Hněvkovice města Týn nad Vltavou dokončena plavební komora a modernizovaný jez, která umožňuje lodím o rozměrech až 44 × 5,6 metrů překonat téměř dvoumetrový rozdíl hladin vytvořený jezem z roku 1919. V roce 2020 zde opět zahájil činnost pivovar.

### Sídliště Hlinky
Název sídliště pochází od zdejšího naleziště hlíny, kterou využívali místní hrnčíři Sídliště Hlinky se začalo budovat v 80. letech dvacátého století v souvislosti s výstavbou jaderné elektrárny Temelín, kdy vznikla poptávka po bytech pro dělníky, stavbaře a další zaměstnance elektrárny a také pro obyvatele okolních vesnic určených k demolici. Projekt architekta Kalného z prosince 1982 na zástavbu 174 000 m² plochy počítal ve třech etapách (1982, 1984, 1986) s realizací moderního a urbanisticky promyšleného místa pro bydlení s více než tisícovkou nových bytů. V centru zástavby byl Společenský dům s kinosálem a provozovnami služeb, základní škola a mateřská školka. Sídliště bylo dokončeno v roce 1989. Sídliště postupně chátralo. Ve 20. letech 21. století zesílily iniciativy na zlepšení zdejšího prostředí, které bylo mezi obyvateli města dlouhodobě považováno za ne zcela příjemné místo pro život. 3. prosince 2019 proběhla v Sokolovně vzdělávací akce zaměřená na budoucnost sídliště Hlinky. Odborné diskusi předcházely přednášky věnované vzniku sídliště i jeho dosavadním úpravám. Historik Jan Ivanega připomněl specifika blokové výstavby a přiblížil vznik týnských sídlišť – Vojnova, Vodňanská, Malostranská a Hlinky. Architekti Jaroslav Šíma a  Jiří Kobera představili vizi dalšího rozvoje. Zdůraznili nutnost řešení parkování, doplnění dalších funkcí a vybavenosti – doplnit stánky, obchody, kavárny, služby, atd., aby sídliště žilo i ve dne, rozšířit škálu typů bydlení - nabídnout různé velikosti a standardy bytů atd. Veřejné i odborné diskuse se soustřeďovaly také na ubytovací komplex Blanice nacházející se v naprosto dezolátním stavu.

## Přírodní poměry

### Geografie
Vltavotýnsko je součástí severního okraje Českobudějovické pánve a západního okraje Třeboňské pánve. Směrem k severu krajina přechází do Táborské pahorkatiny a k severozápadu do Píseckých hor. Velká část Vltavotýnska je zvlněnou náhorní rovinou. Nadmořská výška se pohybuje od 352 metrů  (Neznašov u soutoku Lužnice a Vltavy) do 626 metrů (Vysoký Kamýk v Píseckých horách). Důležitou roli pro utváření krajiny mají řeky Vltava a Lužnice. Tyto vodní toky modelují v krajině zahloubená až kaňonovitá koryta se strmými zalesněnými břehy. Koryto Lužnice je chráněno v rámci přírodní památky „Lužnice“, která je součástí evropsky významné lokality „Lužnice a Nežárka“.

### Nerostné suroviny
- cihlářská hlína – ložiska jsou v Týně nad Vltavou a Dolním Bukovsku
- krystalický grafit – Koloděje nad Lužnicí – Hosty
- štěrkový kámen z migmatitů – Slavětice

## Obyvatelstvo
| Rok            | 1869  | 1880  | 1890  | 1900  | 1910  | 1921  | 1930  | 1950  | 1961  | 1970  | 1980  | 1991  | 2001  | 2011  | 2021  |
| -------------- | ----- | ----- | ----- | ----- | ----- | ----- | ----- | ----- | ----- | ----- | ----- | ----- | ----- | ----- | ----- |
| Počet obyvatel | 6 128 | 6 468 | 5 873 | 5 722 | 5 390 | 5 392 | 5 544 | 5 050 | 5 451 | 5 299 | 5 711 | 6 831 | 8 143 | 8 021 | 7 602 |
| Počet domů     | 831   | 849   | 869   | 859   | 853   | 886   | 983   | 1 102 | 1 124 | 1 116 | 1 126 | 1 446 | 1 484 | 1 550 | 1 622 |

Poznámky k počtu obyvatel:

1869 – obyvatelstvo přítomné civilní

1880–1950 – obyvatelstvo přítomné

1961–1991 – obyvatelstvo bydlící (tj. hlášené v obci k trvalému pobytu)

2001 – obyvatelstvo bydlící (osoby s trvalým nebo dlouhodobým pobytem)

Poznámky k počtu domů:

1869–1950 – celkový počet domů 

1961–1980 – počet domů trvale obydlených

1991 a 2001 – celkový počet domů

## Městská správa

### Místní části
Město Týn nad Vltavou se skládá z osmi částí na šesti katastrálních územích.
- Hněvkovice na levém břehu Vltavy (k. ú. Hněvkovice u Týna nad Vltavou)
- Koloděje nad Lužnicí (i název k. ú.)
- Malá Strana (leží v k. ú. Týn nad Vltavou)
- Netěchovice (i název k. ú.)
- Nuzice (i název k. ú.)
- Předčice (i název k. ú.)
- Týn nad Vltavou (i název k. ú., část leží i v k. ú. Hněvkovice u Týna nad Vltavou)
- Vesce (leží v k. ú. Koloděje nad Lužnicí)

Osada Břehy
Břehy jsou základní sídelní jednotka, součást města.
Hněvkovice na pravém břehu Vltavy
Hněvkovice na pravém břehu Vltavy, včetně hněvkovického zámku, jsou součást města.

### Městské symboly

#### Znak města
Nejstarší podoba znaku města pochází z roku 1534, ze kterého se dochovalo městské pečetidlo. Ve znaku je hradba města se dvěma věžemi. Okolo znaku je nápis PECZET MIESTA (kalich) TYNA NAD WLTAWU. Odtud vychází letitý spor, zda kalich má být zobrazen jako součást znaku dnem vzhůru coby symbol potupy utrakvistických měšťanů (což je v rozporu s rokem vzniku pečetidla), nebo zda je součástí nápisu okolo znaku, kdy je naopak symbolem příslušnosti města k utrakvistické církvi. Teprve na dalším pečetidle z roku 1694 se kalich posouvá do vlastního znaku jako převrácený.
Současná podoba městského znaku byla schválena výnosem ministerstva vnitra ČSR z 11. srpna 1949, zn. 171/10 – 27/7 – 1949/3. Raně gotický (trojhranný) štít má červené pole, v něm je stříbrná kvádrová hradební zeď se sedmi stínkami. Uprostřed zdi je otevřená brána s dvoukřídlými vraty kovové barvy, zavěšenými na železných závěsech a vytaženou zlatou mříží. Za zdí jsou dvě stříbrné věže s jedním křížem děleným obdélníkovým oknem, se čtyřmi kvádrovými stinkami a střechami kovové barvy ukončenými zlatou makovicí. Pod branou v patě štítu je obrácený kalich zlaté barvy.
Následně vznikly spory o tom, jak má být zobrazována „kovová“ barva. Některé interpretace používaly pro tento účel barvu modrou, která je ale z heraldického hlediska nesprávná. Jako správnější je z tohoto hlediska považována barva žlutá.
Znak v podobě raně gotického (trojhranného) štítu je používán jen několika městy (Brno, České Budějovice, Slaný, Týn nad Vltavou a Vyškov). Tím má být zdůrazněn starobylý původ městského znaku. před rokem 2011 byl používán znak města ve tvaru pozdně gotického (půlkruhového, španělského) štítu. Aktuální závazná podoba znaku města Týna nad Vltavou opět v podobě trojhranného znaku byla schválena na 29. zasedání rady města dne 17. 10. 2011 usnesením číslo 636/2011.
Další omyl vycházející z městského znaku je hledání „městských hradeb“. Město ale nikdy hradby nemělo.

#### Městská vlajka
Městská vlajka má tři vodorovné pruhy v barvách znaku města – červenou, žlutou a bílou (od spodního okraje vlajky)

## Samospráva
Týn nad Vltavou je od roku 2003 obcí s rozšířenou působností, do správního obvodu náleží následující obce: Bečice, Čenkov u Bechyně, Dobšice, Dolní Bukovsko, Dražíč, Hartmanice, Horní Kněžeklady, Hosty, Chrášťany, Modrá Hůrka, Temelín, Všemyslice, Žimutice.
Obvod pro volby do Poslanecké sněmovny č. 3 – Jihočeský kraj, při volbách do Senátu patří do senátního obvodu č. 10 – Český Krumlov.
Zastupitelstvo města se skládá z 21 členů, rada má 7 členů. Volby do zastupitelstva města (politické strany řazeny dle počtu mandátů):
- 2018 - PROTEJN (5), SSO (3), ODS (3), KDU-ČSL (3), Piráti (2), ČSSD (2), KSČM (2), Tejňáci (1)[36]
- 2014 - ODS (5), KDU-ČSL (4), ČSSD (3), KSČM (2), Starostové a nezávislí (2), SSO (2), NEZÁVISLÍ (1), Koalice pro Týn a okolí - TOP09 a Zelení (1),Tejňáci (1)[37]
- 2010 – US-DEU (3), ODS (3), Sdružení Přátel Vltavotýnska (3), ČSSD (2), KSČM (2), VV (2), KDU-ČSL (2), Strana svobodných občanů (2), TOP 09 (1), Nezávislí (1)
- 1994 – ODS (7), KSČM (5), Sdružení nezávislých kandidátů (4), KDU-ČSL (2), Koalice SPR-RSČ, SDČR, LSNS, ČSSD (2), Strana podnikatelů, živnostníků a rolníků (1)

Od roku 1989 mělo město tyto starosty: Alois Svoboda (1990–1995), Jiří Eisenwort (Nezávislý) (1995–2002), Karel Hájek (US-DEU) (2002–2010), Milan Šnorek (ODS) (2010-2018) a od roku 2018 Ivo Machálek (SSO).

## Pamětihodnosti

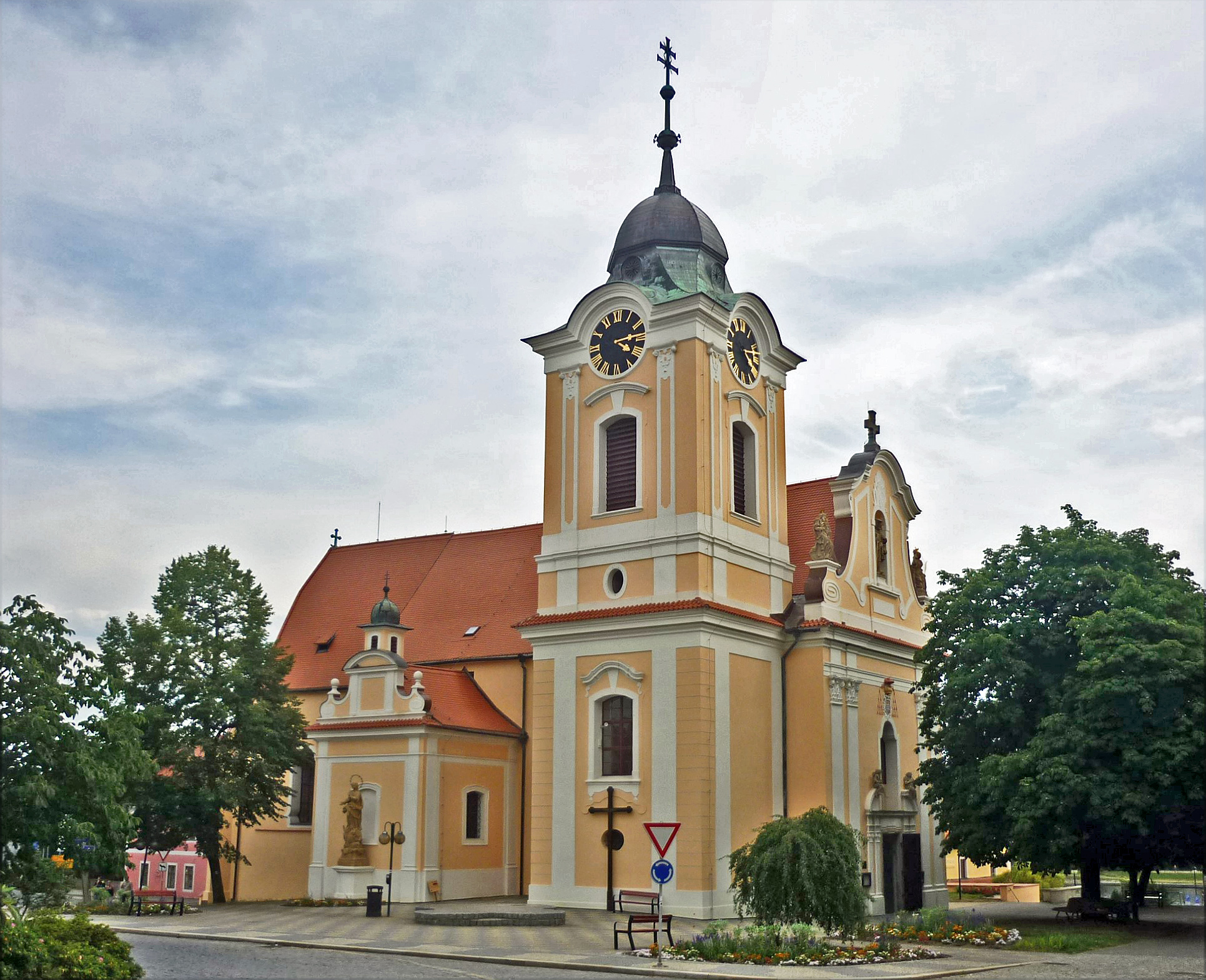
Kostel svatého Jakuba

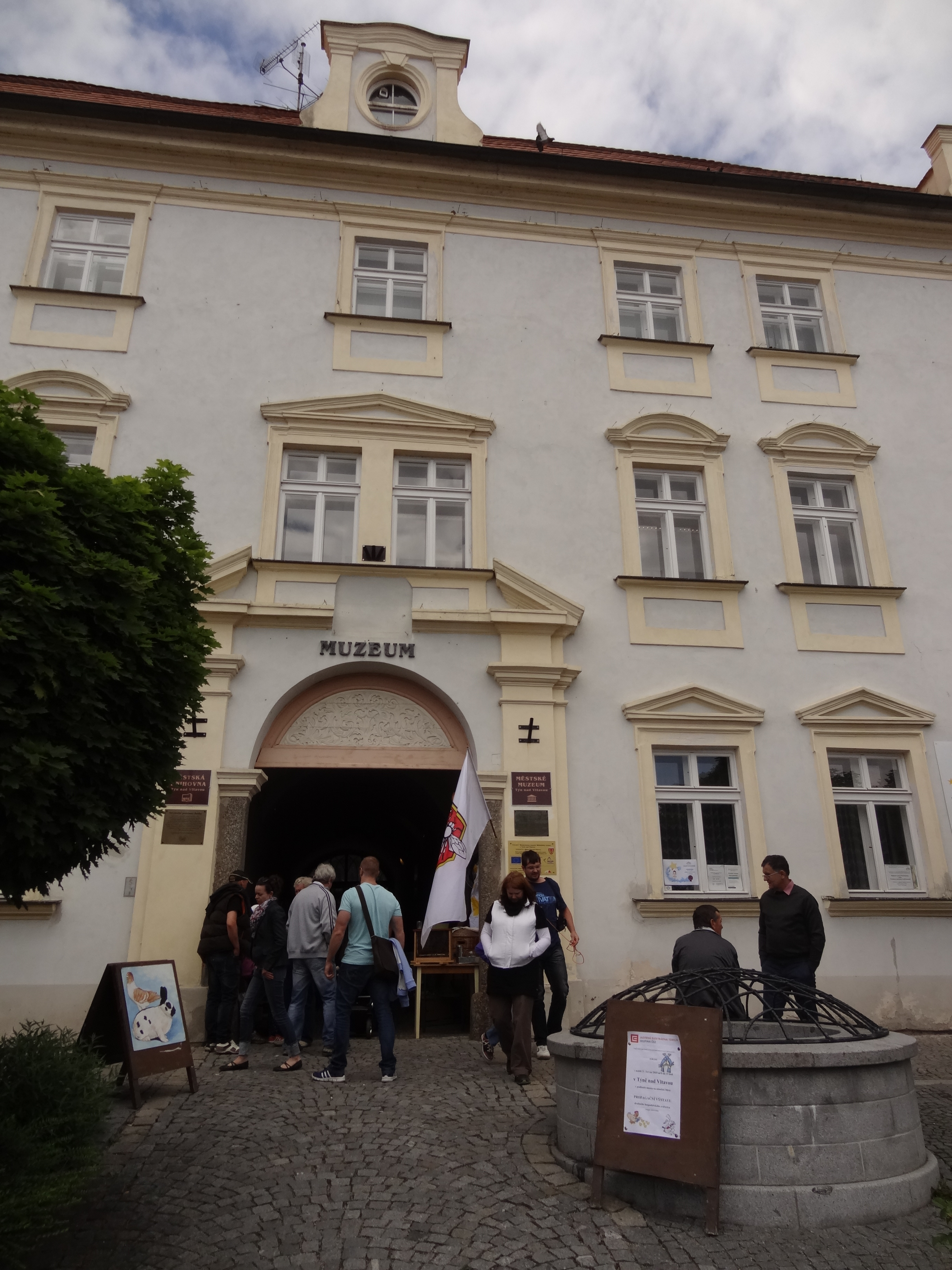
Zámek a muzeum

- Původně biskupský hrad založený ve 13. století byl během husitských válek obsazen táborskou posádkou. Poté se v jeho držení vystřídala řada zástavních majitelů a od začátku 17. století začal chátrat. Po požáru v roce 1645 byl zbořen.[9]
- Děkanství – fara
- Kostel svatého Jakuba
- Zámek (městské muzeum)
- Vltavotýnské podzemní chodby[38]
- Zámek Hněvkovice
- Zámek Koloděje nad Lužnicí
- Rozhledna na Semenci
- Arcibiskupský pivovar
- Solnice
- Železný most
- Otáčivé hlediště
- Hradiště U Svaté Anny

## Doprava
Osobní doprava na železniční trati Číčenice – Týn nad Vltavou je zastavena. Město je napojeno na hustou síť autobusových linek. 

## Osobnosti
- Jakub Čermín (1917–2009), právník, čestný občan Prahy a Týna nad Vltavou
- Karel Dewetter (1882–1962), spisovatel
- Adam Hartman (1589–po 1647), spolupracovník J. A. Komenského, spisovatel, překladatel, exulant
- Matěj Kopecký (1775–1847), loutkový divadelník
- Karel Komzák starší (1823–1893), hudební skladatel
- Vojtěch Krž (1861–1924), politik – na počátku 20. století poslanec Českého zemského sněmu a Říšské rady
- Jaroslava Lázníčková-Velebová (1955–2018), akademická malířka, grafička
- Karel Mezera (1911–1988), malíř a restaurátor
- Jindřich Pavlíček (1862–1935),  podnikatel a politik, na počátku 20. století poslanec Českého zemského sněmu a starosta Týna nad Vltavou
- Antonín Jaroslav Puchmajer (1769–1820), spisovatel, překladatel a vlastenecký kněz
- Alfréd Radok (1914–1976), režisér, zakladatel Laterny magiky
- Jan Kvalbert Reidinger (1725–1778), teolog
- Miloslav Rozner (1977), poslanec SPD, manažer hudební skupiny Argema
- Josef Sakař (1870–1937), historik, autor dějin Týna nad Vltavou a Pardubic
- František Samec (1834–1903), politik, na sklonku 19. století poslanec Českého zemského sněmu
- Jan Srnec (1884 –1927),  politik a poslanec Revolučního národního shromáždění za Československou stranu socialistickou.
- Jan Švehla (1890–1967), malíř-krajinář, fotograf, divadelník
- Karel Alois Vinařický (1803–1869), vlastenecký kněz, básník, spisovatel a překladatel
- Jaroslav Vojna (1909–1974), malíř
- Viktorin Vrbenský (1580–1622), kněz a spisovatel
- Inka Zvachová(*1886), překladatelka

## Turistické zajímavosti
Turisticky je velmi zajímavé náměstí s kostelem svatého Jakuba, budova radnice a zámek, v němž sídlí muzeum se sbírkou vltavínů. V muzeu je také stálá výstava loutek, tematicky spjatá s loutkářským rodem Kopeckých.
Při stěně zdejšího hřbitovního kostela (kostel svatého Víta) se nachází symbolický pomníček Matěje Kopeckého, který je na tomto hřbitově pochován v neoznačeném hrobě; na pomníčku jsou uvedena chybná data (1762–1847). Na hřbitově se nachází i hrob hudebního skladatele a vojenského kapelníka Karla Komzáka staršího (1823–1893), přítele Antonína Dvořáka. Stojí zde také jedna rodinná hrobka městského historika Josefa Sakaře (1870–1937). Na hřbitově se nachází též secesní pohřební kaple zbudovaná rodinou Wesselých, kteří ve městě stavěli vlečné lodě určené k labské plavbě.
V Bedřichových sadech je přírodní amfiteátr s otáčivým hledištěm, které je jediné amatérské na světě.
Součástí města je vrch Semenec s malou rozhlednou a Přírodovědným muzeem Semenec.
Přes Břehy a Hněvkovice na pravém břehu Vltavy vede cyklotrasa č.1079 Hluboká nad Vltavou – Týn nad Vltavou, která je součástí Vltavské cyklistické cesty.
V Týně nad Vltavou končí 55 km dlouhá turistická Stezka údolím Lužnice, která jako první v Česku získala evropský certifikát Leading Quality Trails Best of Europe.

## Další zajímavosti
V Týně nad Vltavou byly natáčeny filmy Zdeňka Trošky Kameňák, Kameňák 2 a Kameňák 3. Město se v nich jmenovalo Kameňákov.
Ze statku U Masáka, který leží pár set metrů směrem na západ u soutoku Vltavy a Lužnice, pochází Terezie Masáková, která se přivdala do rodu Lannů a byla matkou Vojtěcha Lanny staršího.
Astronomové Miloš Tichý a Zdeněk Moravec dne 10. září 1997 objevili planetku, kterou nazvali Týn nad Vltavou.

## Týn nad Vltavou na historických mapách

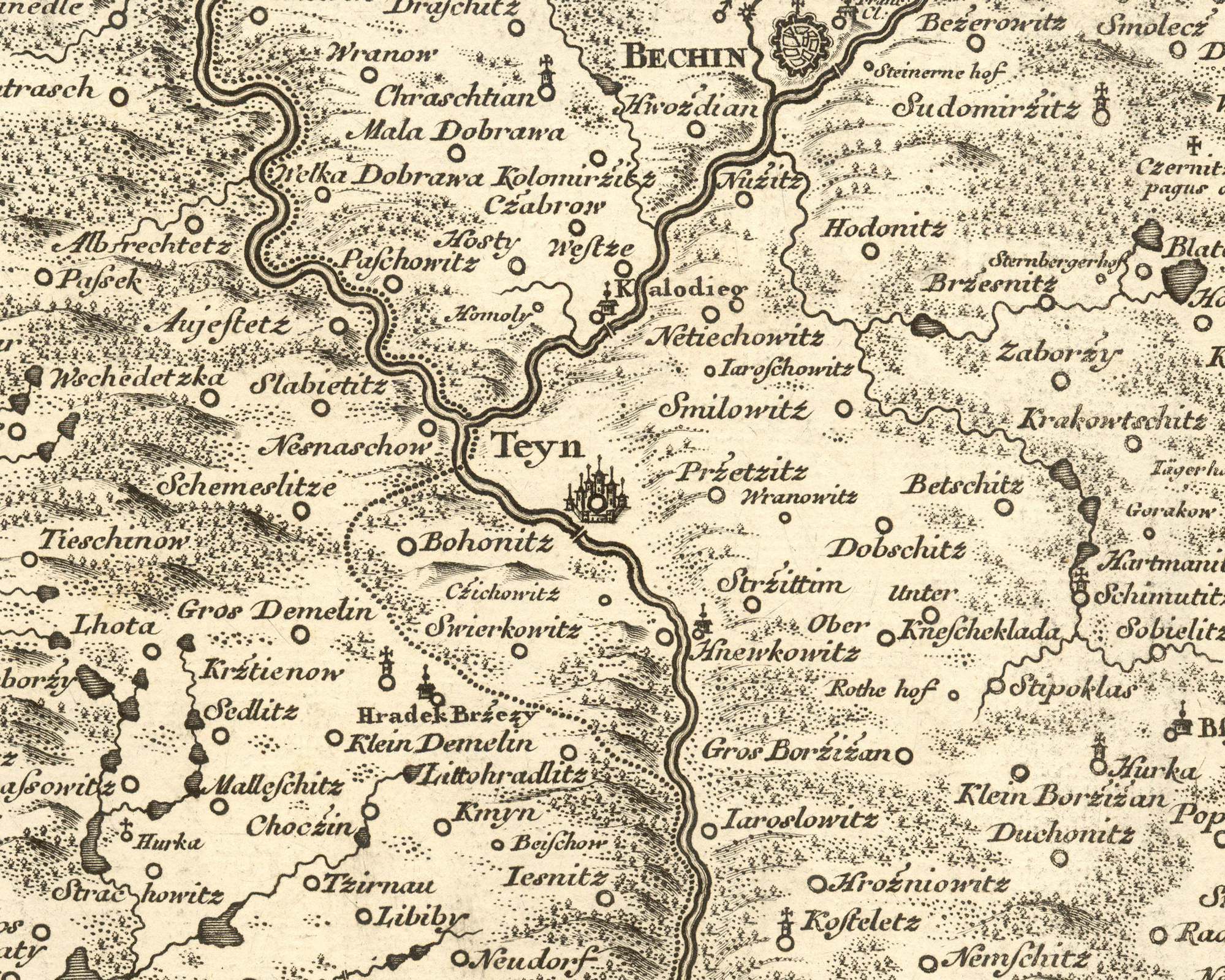
Týn nad Vltavou a okolí na Müllerově mapě Čech z roku 1720.
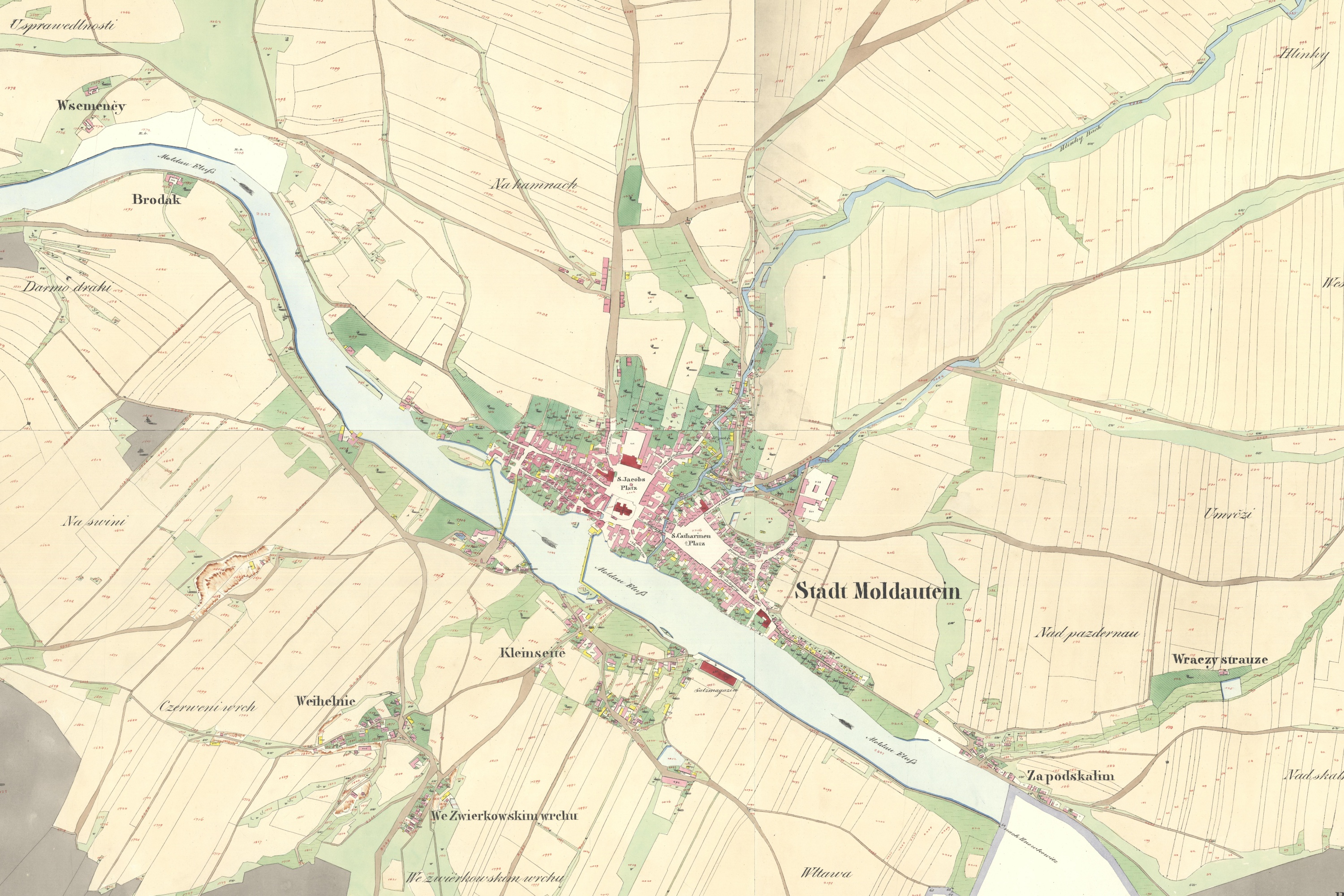
Týn nad Vltavou v roce 1828 na císařském otisku mapy Stabilního katastru. Mapa zobrazuje mimo jiné ještě starý, dřevěný most přes Vltavu a původní polohu jezů a mlýnů na Vltavě.
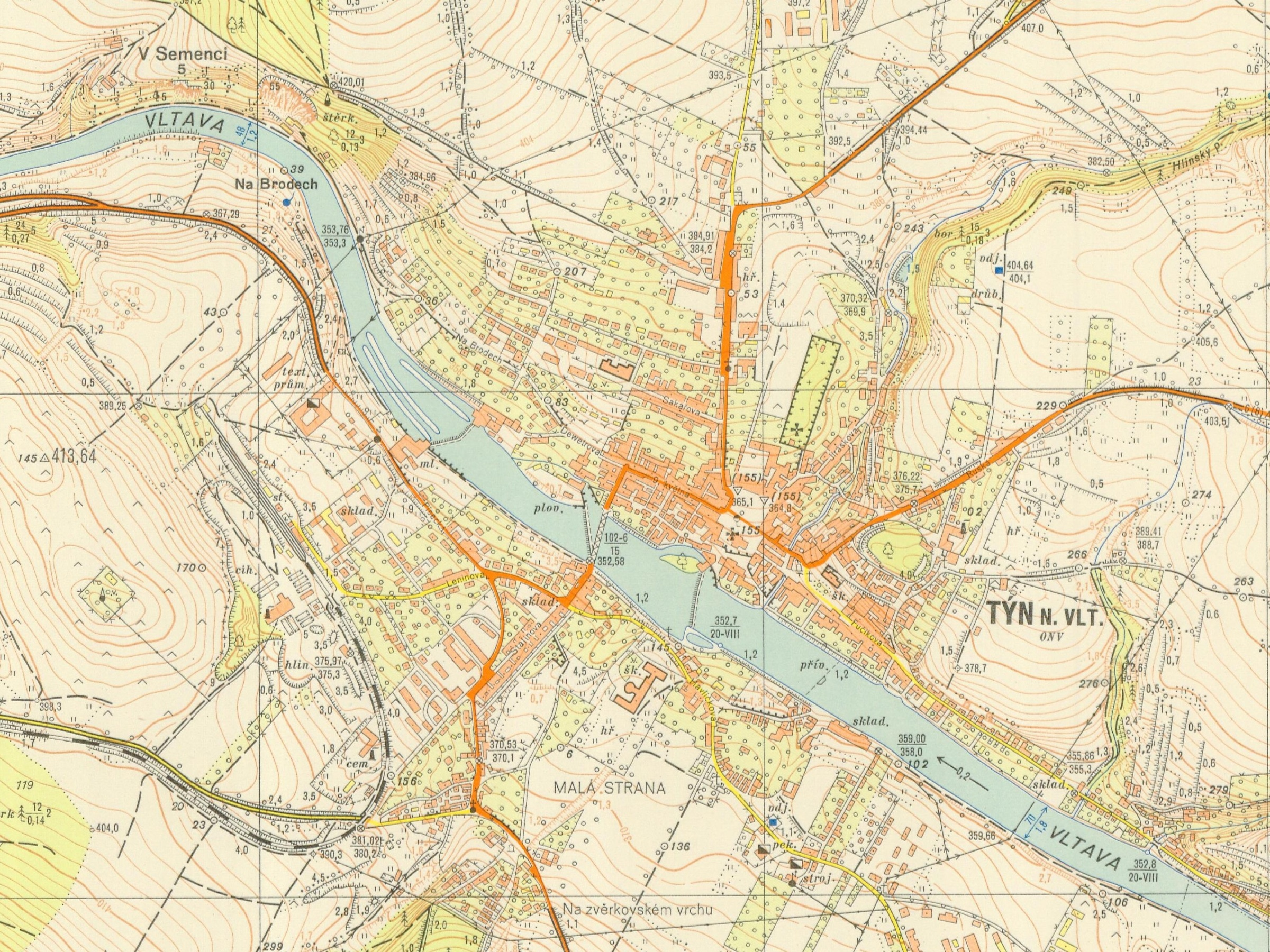
Topografická mapa z roku 1958 zachycuje město před dvěma zásadními změnami v padesátých a šedesátých letech 20. století. Jednalo se o napuštění Orlické přehradní nádrže, kdy zanikly týnské jezy a zanikla ulice Dolní Brašov a dále o výstavbu nového silničního mostu přes Vltavu, kdy byl zatrubněn Hlinský potok.